# Deuteròstoms
Els deuteròstoms (Deuterostomia, gr. 'segona boca') són un grup de metazous celomats amb simetria bilateral i segmentació radial i indeterminada que tenen l'obertura oral no derivada del blastòpor embrionari, sinó formada de manera secundària.
La segmentació de l'ou és generalment radial i el blastòpor forma l'anus. La boca es forma a partir de l'ectoderma i la mesoderma es forma per enterocèlia. La discussió sobre la filogènesi dels deuteròstoms i els protòstoms segueix oberta.

## Cladograma
Aquesta és la filogènesi d'acord amb les anàlisis genètiques:
|  | Echinodermata |
|  |               |
|  | Hemichordata  |
|  |               |

|            | Cephalochordata                                            |
|            |                                                            |
| Olfactores | \| \| Urochordata \| \| \| \| \| \| Vertebrata \| \| \| \| |
|            | \| \| Urochordata \| \| \| \| \| \| Vertebrata \| \| \| \| |
|            | Urochordata                                                |
|            |                                                            |
|            | Vertebrata                                                 |
|            |                                                            |

|  | Urochordata |
|  |             |
|  | Vertebrata  |
|  |             |

|  | Echinodermata |
|  |               |
|  | Hemichordata  |
|  |               |

|            | Cephalochordata                                            |
|            |                                                            |
| Olfactores | \| \| Urochordata \| \| \| \| \| \| Vertebrata \| \| \| \| |
|            | \| \| Urochordata \| \| \| \| \| \| Vertebrata \| \| \| \| |
|            | Urochordata                                                |
|            |                                                            |
|            | Vertebrata                                                 |
|            |                                                            |

|  | Urochordata |
|  |             |
|  | Vertebrata  |
|  |             |

## Classificació
- Embrancament Chordata
  - Subembrancament Cephalochordata
    - Classe Leptocardii

  - Subembrancament Urochordata
    - Classe Ascidiacea
    - Classe Larvacea
    - Classe Thaliacea

  - Subembrancament Vertebrata
    - Superclasse Agnatha
      - Classe Cephalaspidomorphi
      - Classe Myxini

    - Infraembrancament Gnathostomata
      - Classe Chondrichthyes
      - Superclasse Osteichthyes
        - Classe Actinopterygii
        - Classe Sarcopterygii

      - Superclasse Tetrapoda
        - Classe Amphibia
        - Classe Aves
        - Classe Mammalia
        - Classe Reptilia
- Superembrancament Ambulacraria
  - Embrancament Echinodermata
    - Subembrancament Asterozoa
      - Classe Asteroidea
      - Classe Ophiuroidea

    - Subembrancament Crinozoa
      - Classe Crinoidea

    - Subembrancament Echinozoa
      - Classe Echinoidea
      - Classe Holothuroidea

  - Embrancament Hemichordata
    - Classe Enteropneusta
    - Classe Planctosphaeroidea
    - Classe Pterobranchia